# Sleeper (revista em quadrinhos)
Sleeper é uma série de revistas em quadrinhos publicada entre 2003 e 2005 pela DC Comics, através de sua linha editorial WildStorm. Escrita por Ed Brubaker e ilustrada por Sean Phillips, a série teve 25 edições - 12 edições para Sleeper, 1 edição especial intitulada Coup D'Etat: Sleeper, e mais 12 edições de Sleeper: Season Two. Protagonizada por Holden Carver, um agente secreto que se infiltra numa organização criminosa, a série é considerada um dos melhores trabalhos da carreira de Brubaker e foi indicada, em 2004, ao Eisner de "Melhor Nova Série".